# Cuba nos Jogos Olímpicos de Verão de 1976
A Cuba competiu nos Jogos Olímpicos de Verão de 1976, realizados em Montreal, Quebec.